# Мокроусово (Курганская область)
Мокроусово — село в Курганской области, административный центр Мокроусовского района.

## География
Расположено на реке Кизак, на расстоянии 100 км (138 км по автомобильной дороге) к северо-востоку от города Курган. Ближайшие населённые пункты — деревни Кукарская (расположена к северу от села) и Пороги (расположена к югу от села).

### Часовой пояс
Мокроусово, как и вся Курганская область, находится в часовой зоне МСК+2. Смещение применяемого времени относительно UTC составляет +5:00.

## Население
| 1782  | 1795  | 1858  | 1869  | 1871  | 1893  | 1904  |
| ----- | ----- | ----- | ----- | ----- | ----- | ----- |
| 194   | ↗226  | ↗324  | ↗459  | ↗460  | ↗530  | ↗597  |
| 1912  | 1926  | 1939  | 1959  | 1970  | 1979  | 1989  |
| ↗1262 | ↗1406 | ↗2496 | ↗3078 | ↗4007 | ↗4624 | ↗5105 |
| 2002  | 2010  | 2021  |       |       |       |       |
| ↘4963 | ↘4849 | ↘4464 |       |       |       |       |

## История
Первые упоминания о Мокроусове относятся к середине XVIII века. В 1730-е годы западнее Иртыша сложилась Ишимская укрепленная линия. А южнее её были построены форпосты, в том числе и Мало-Кызацкий, на речке Малый Кизак.
В 1755 году было объявлено, «не пожелает ли кто из обывателей купить строения старых форпостов». Тем, кто купит строения, разрешалось переезжать на жительство в них.
Именно так возникли деревни Мокроусово (основателем которой считается отставной солдат Иван Степанов сын Мокроусов), Крепостная, Кукарская, Кокарева, Соловьевка, Еремино и др.
Село Мокроусовское сперва относилось к Кызацкой слободе Ишимской округи Ишимского дистрикта, а затем к Соловьевской волости Ялуторовского уезда Тобольской губернии
Несмотря на то, что Мокроусово даже не было волостным центром, здесь три раза в год (в июне, октябре и ноябре) проводились ярмарки. «Караванами сюда шли подводы с товарами за многие версты, случалось, приезжали и на верблюдах из Средней Азии, — вспоминает потомок Ивана Степановича Мокроусова — Павел Филиппович Мокроусов. — На Крещенскую ярмарку приезжали промысловики с севера, из города Тобольска, привозили целые обозы товара разного». Такие ярмарки проводились до 1928 года.
В 1893 году село стало центром Мокроусовской волости Ялуторовского уезда.
В 1904 году в селе имелась церковь, часовня, волостное правление, министерская школа (открытая в 1871г), церковно-приходская школа (открытая в 1898г), народная библиотека-читальня, хлебозапасной магазин, 24 торговые лавки, маслодельный, свечной, мыловаренные заводы, казенная пивная и винные лавки, чайная. В селе было 4 мельницы: одна паровая и три ветряных.
Перед первой мировой войной в Мокроусовской волости (куда входило 15 населенных пунктов) действовали 5 маслодельных заводов, в Лапушинской и Могилевской — по три. Значительная доля масла поставлялась за границу.
В начале Гражданской войны в Мокроусово была установлена белогвардейская власть. 20 августа 1919 года Рабоче-крестьянская Красная Армия начала наступательную петропавловскую операцию. 21 августа 1919 года штаб 2-й белой армии генерала Н.А. Лохвицкого, из с. Верхнесуерское перешел в с. Мокроусово. Ночью 26 августа 1919 года батальон 269-го Богоявленско-Архангельского полка красных (комполка Михаил Васильевич Калмыков) с 3 пулеметами и 1 бомбометом, обошел левый фланг и вышел в тыл казакам, занимавшим позиции у д. Дураково. После часового боя, сотни 2-го Сибирского казачьего полка прорвались и отошли на д. Кокарево. Красные на протяжении пяти километров преследовали их. Жители д. Дураково рассказали вступившим красноармейцам, что буквально за пару часов до них, через деревню быстрым маршем прошли на восток белые 1-й и 2-й Штурмовые полки Сводной Сибирской дивизии (в состав дивизии входили 71-й Сибирский полк, выделенный из состава 18-й Сибирской дивизии и два полка 3-й Штурмовой бригады Начдивом был назначен полковник Петухов, а его помощником — бывший командир штурмовиков подполковник Троицкий. Работой штаба руководил капитан Рыбаков. Артиллерию дивизии составил 3-й Штурмовой артдивизион, под командованием подполковника Завьялова). К полудню белый 2-й Штурмовой полк занял позиции у с. Мокроусово. Севернее, по западной окраине д. Бол. Половинная позицию занял 1-й Штурмовой полк с 2-й Штурмовой батареей. 71-й Сибирский полк, держал оборону у д. Мал. Кизакской. Штаб начдива Петухова остановился в д. Семискуль. После полудня, красноармейцы 269-го Богоявленско-Архангельского полка, при поддержке огня 6-й Богоявленской батареи, атаковали на широком фронте дд. Еремино, Кокарево и с. Мокроусово. Бой вспыхнул сразу на всем участке 2-го Штурмового полка. Его 2-й батальон, не оказывая особого сопротивления, отошел из с. Мокроусово к д. Мал. Кизак, куда также отступил 3-й батальон. Само село было занято красными без боя. Соединив оба батальона, 2-й Штурмовой полк стал отступать. Внезапно, в его тылу, со стороны д. Жиляковка показалась зашедшая в тыл красная конница — эскадрон 3-го Уфимского кавдивизиона. Другая часть 2-го Штурмового полка – его 1-й батальон и егерская рота, начали отступать из с. Мокроусово по дороге на д. Чесноково. Высланная вперед конная разведка обнаружила, что еще один эскадрон красного 3-го Уфимского кавдивизиона. Тогда белые повернули на д. Лапушки. Отход шел с боем. В трех километрах от с. Мокроусово, отступающие встретили сотню казаков-сибирцев, которые и стали прикрывать отход батальона. К ночи, 2-й Штурмовой полк вышел на дорогу ведущую, на с. Могильное (ныне Рассвет). Он понес большие потери. Находившийся севернее 1-й Штурмовой полк отошел на восток без боя. Всего, в бою под с. Мокроусово, красный 269-й Богоявленско-Архангельский полк потерял 15 раненных и вместе с 3-м Уфимским кавдивизионом захватил 45 пленных.
С утра 28 августа 1919 года, два батальона красного 269-го Богоявленско-Архангельского полка с 6-й Богоявленской батареей и 3-м Уфимский кавдивизионом, выступили из с. Мокроусово на с. Куртан.
20 сентября 1919 года, части красной 2-я бригада Н.Д. Томина, находившейся на левом фланге 30-й дивизии, оставив позиции у с. Нижнеманайское, стали отходить на берега реки Кизак. В связи с этим, отступали красные полки и на других участках. На участке 3-й бригады Брока, получив приказ об отходе, красный 269-й Богоявленско-Архангельский полк отступил и занял позицию восточнее деревень Еремино, Уварово, Грамотеево, Погидаево и Журавлево. 270-й Белорецкий полк занял позицию по правому берегу реки Кизак через д. Сивково к с. Кизак. Красные батареи встали на позициях: 5-я Белорецкая – у д. Сивково, 6-я Богоявленская – в д. Уварово. В резерве комбрига в д. Дураково стоял 268-й Уральский полк, выставив свой 4-й батальон в стык между 269-м и 270-м полками в дд. Кукарская и Денисово. В д. Дураково находилась и 4-я Верхнеуральская батарея. Красный 3-й Уфимский кавдивизион занимал дд. Шмарино и Шаршино, а затем из-за истощения лошадей, отошел в резерв в д. Крутиха. Штаб бригады был в с. Верхнесуерском. Части бригады, заняли уже готовую линию укреплений, построенных 1-й саперной ротой. Окопы шли от д. Еремино, через дд. Уварово, Грамотеево, Погодаево, Журавлево, Сивково и до с. Кизак. После артогня, на северной окраине д. Семискуль в атаку перешла белая пехота с конницей на флангах на 2-й батальон 263-го Красноуфимского полка. Сильным ружейно-артиллерийско-пулеметным огнем, красные 263-й Красноуфимский и 264-й Верхнеуральский полки заставили отойти наступающую белую пехоту. После полудня, белые перенесли весь свой удар на 262-й Красноуфимский полк. Огонь по красным позициям открыли 3 трехдюймовых орудия, после чего белая пехота и конница пошли в атаку. Но и здесь, добиться успеха не удалось. К ночи, получив приказ об отходе, полки 1-й бригады Грязнова стали отходить на берега реки Кизак: 263-й Красноуфимский полк отступил к дд. Соловьева, Кокарева, Гугино, заняв оборону по опушке леса в 1,5-2 километрах позади этих деревень. 262-й Красноуфимский полк отошел к д. Пороги, где занял позицию вдоль реки Кизак, двумя батальонами от д. Пороги до д. Батраковка и еще один батальон стоял в резерве в с. Мокроусово. 264-й Верхнеуральский полк отступил к дд. Кукарская и Крепость, оставив один батальон с эскадроном 2-го Уральского кавдивизиона в д. Чесноково для прикрытия отхода. Ещё один эскадрон 2-го Уральского кавдивизиона находился на правом фланге бригады, в лесу между д. Пороги и с. Лапушки, для связи с соседними частями. Штаб комбрига Грязнова остановился в с. Верхнесуерском. Отступившие полки, заняли уже готовую линию укреплений. Последние пять дней, по линии дд. Пороги, Мокроусово, Крепость, Соловьево, бойцы 6-й Отдельной саперной роты, под непрерывным дождем рыли окопы. В основном они это были стрелковые ячейки для ведения огня с колена, имевшие полукольцевой вид. Так же устраивались и пулеметные гнезда. Позиции протянулись на 14 километров по берегам реки, а у д. Пороги и с. Мокроусово, имелась и вторая линия окопов, протянувшихся ещё на 7 километров.
21 сентября 1919 года, белые части стали выходить к берегам реки Кизак на всем фронте. Вечером в д. Крепость въехал, не выставив никакого охранения, белый эскадрон Уфимского уланского кавполка. к деревням Крепость, Мал. Кизак и Гугино с востока из д. Верхнеманайское через д. Чистовка, подходила 2-я Уфимская кавдивизия, по сведениям красной разведки, насчитывавшая около 750 сабель, 18 пулеметов и 4 орудия. Следом двигалась Златоустовско-Красноуфимская партизанская бригада, получившая накануне пополнение в 200 человек. По сведениям красной разведки, теперь бригада насчитывала около 1200 штыков, 300 сабель, 2 орудия и 23 пулемета. Полки двигались из дд. Козловка и Бердюгино. С ней же, шли 1-й Сибирский имени Ермака Тимофеевича (не более 800 сабель) и 3-й Сибирский казачьи полки, с 1-й Сибирской казачьей батареей (2 легких орудия).
22 сентября 1919 года командарм Алафузов приказал частям 30-й дивизии, хотя бы удержаться на занимаемых позициях по реке Кизак, и не допустить белых к Тоболу. На участке 1-й бригады Грязнова белые с утра открыли огонь по позициям 262-го Красноурфмского полка у д. Пороги и с. Мокроусово 6 орудий Красноуфимского артдивизиона. К полудню белая пехота Златоустовско-Красноуфимской бригады занявшие, прикрыв свои фланги конницей, перешла в атаку на участки красных 262-го Красноуфимского и 264-го Верхнеуральского полков в километре восточнее д. Кукарская и с. Мокроусово. После чего, один из батальонов 262-го Красноуфимского полка перешел из д. Батраковки в контратаку. Красноармейцы смогли отогнать белых разведчиков на 3 километра. Одновременно, четыре роты красного 264-го Верхнеуральского полка, начали наступать из д. Крепость на д. Жиляково, где наткнулись на сосредоточившуюся 1-ю Сибирскую казачью дивизию и два эскадрона Уфимской кавдивизии. Красноармейцы преследовали конницу и заняли д. Мал. Кизак. Но, из-за темноты и перешедшего в контрнаступление белого 2-го Кыштымского полка, красноармейцы остановили свое наступление и отошли назад. Уже ночью, две красных роты 264-го Верхнеуральского полка вновь двинулись в разведку на д. Мал. Кизак. На участке 263-го Красноуфимского полка, красная разведка сбила конные посты белых, но с темнотой отошла назад.
23 сентября 1919 года, с утра, 6-7 легких орудий Екатеринбургского артдивизиона, открыли огонь по с. Мокроусово. После нескольких десятков залпов, цепь белой пехоты 1-го Екатеринбургского полка (150 штыков) пошла в атаку. Белым удалось подойти на полверсты к красным позициям 262-го Красноуфимского полка. При этом белая цепь растянулась по всей линии от д. Пороги до д. Батраковка (северная окраина Мокроусово). Здесь, белые стрелки залегли. Красная батарея близкими попаданиями заставила замолчать белые орудия. Лишившись поддержки, белая пехота отступила, и окопались в километре восточнее красных позиций. Белое командование дожидалось подхода из тыла, свежей 18-й Сибирской дивизии полковника Казагранди. В дивизию входили: 69-й Сибирский полк (13 рот, 46 офицеров, 755 штыков, 70 сабель, 268 невооруженных местных мобилизованных, 12 пулеметов, 2 бомбомета), 70-й Сибирский полк (13 рот, 23 офицера, 195 штыков, 34 сабли, 76 невооруженных местных мобилизованных, 5 пулеметов (из них 3 неисправных)), 72-й Сибирский полк, под командованием подполковника Парфенова (8 рот, 31 офицер, 191 штык, 270 солдат в командах, 5 сабель, 134 невооруженных местных мобилизованных, 1 пулемет), 18-й Сибирский егерский батальон (2 роты, 163 невооруженных местных мобилизованных), 18-й Сибирский конно-егерский дивизион (2 эскадрона, 18 офицеров, 90 сабель), 18-й Сибирский артиллерийский дивизион (5 батарей, 17 офицеров, 100 артиллеристов, 9 трехдюймовых, 2 сорокавосьмилинейных орудий).
24 сентября 1919 года белые перешли в наступление на всем фронте красной 30-й дивизии. После полудня, белая артиллерия открыла сильный огонь по позициям 262-го и правому флангу 264-го красных полков, после чего белая пехота, перешла в наступление на дд. Кукарская и Крепость. По ней, в ответ, сильный огонь открыла Отдельная конная батарея, выпустив 186 гранат и 25 шрапнелей. Атака белой пехоты, которой пришлось атаковать по ровному чистому полю, захлебнулась.
25 сентября 1919 года на участке 1-й бригады Грязнова, ближе к вечеру, белые из 3 легких орудий открыли огонь из леса перед д. Пороги. Одновременно с началом обстрела, белые 2-й и 3-й Екатеринбургские полки, стали наступать на позиции 262-го Красноуфимского полка у с. Мокроусово, а белый 2-й Кыштымский полк атаковал левый фланг красного 264-го Верхнеуральского полка у д. Крепость. Обе атаки были красноармейцами отбиты огнем. Через час, артиллерийский огонь белых орудий усилился, и цепи их пехоты вновь двинулись в атаку. Подпустив противника поближе, красноармейцы 262-го Красноуфимского и 264-го Верхнеуральского полков поднялись в контратаку и отбросили их на позиции в километре восточнее с. Мокроусово. Когда пришел приказ о наступлении, красноармейцы собрались на митинг в с. Мокроусово, обсудили приказ и вынесли резолюцию не наступать, так как отход соседней 27-й дивизии, грозил обходом всего правого фланга. А потому ночью, полки 1-й бригады Грязнова оставили занимаемые ими позиции по речке Кизак и начали отступать на речку Суерь. При этом, 263-й Красноуфимский полк отходил к с. Мостовское, 262-й Красноуфимский полк отступал к д. Середкино, а 264-й Верхнеуральский полк двигался к д. Шумилова. Отход прикрывали два батальона 263-го полка, оставленные в арьергарде в д. Белая. Последними из с. Мокроусово уходили конная разведка 263-го полка и 2-й Уральский кавдивизион.
С утра 23 октября 1919 года, 263-й Красноуфимский полк выступил из с. Марайское и вскоре прошел с. Мостовское. Прикрывавшая здесь отход белая 3-я Оренбургская казачья бригада, отступила на д. Одино. Один из батальонов 263-го полка двинулся за ней на д. Круглое. Остальная красная колонна вскоре подошла к д. Баженова. Здесь оборонялись части белой 12-й Уральской дивизии. Первая атака красных была отбита артогнем, но красноармейцам удалось ворваться в западную окраину д.Баженова у леса. После упорного боя, выбив белые 45-й Урало-Сибирский (109 штыков) и 47-й Тагильско-Челябинский (132 штыка) полки, красноармейцы заняли д. Баженово. Тогда, в контратаку был брошен стоявший в резерве белый 48-й Туринский (80 штыков) полк, которому удалось потеснить красных и выбить их из деревни. Но при дальнейшем движении в сторону д. Дмитриевки, белые стрелки попали под сильный артиллерийско-пулеметно-ружейный огонь и отошли. Преследуя их, красноармейцы вновь прошли д. Баженова и заняли д. Старопершино. Красный конный эскадрон выступил дальше, преследовать белых на д. Михайловское. Еще один батальон 263-го полка, двинулся из с. Мостовское на д. Круглое. За ним в резерве, двигался 262-й Красноуфимский полк, остановившийся на ночь в дд.Дмитриевка, Богданово и Баженова. Красный 264-й Верхнеуральский полк (600 штыков и 4 орудия), с утра наступал вдоль правого берега реки Суерь и выбил части белой 1-й Сибирской казачьей дивизии из д. М. Середкино. К исходу дня, части белой 12-й Уральской дивизии, Отдельный Учебный морской батальон и 3-я Оренбургская казачья бригада, оставив д.д. Старопершино и Михайловское, отошли к д. Лапушки. Левее, части 2-й красной бригады подходили к с. Нижнеманайскому. 268-й Уральский полк Кривощекова и 269-й Богоявленско-Архангельский полк Калмыкова наступали на с.Мокроусово.
24 октября 1919 года, наступление красных частей продолжалось по всему фронту. К вечеру, красноармейцы заняли с. Мокроусово и д. Крепость. С утра 24 октября 1919 года, красный 268-й Уральский полк оставил один батальон в с. Мокроусово, а остальными силами двинулся на восток, с боем заняв д. Чеснокова и д. Одино, выбив из них белую Уфимскую кавдивизию.
30 декабря 1919 года была создана Мокроусовская партийная ячейка из 6 членов. Председателем ячейки избран Куликов. С 10 января 1920 года организатором уездбюро Костриковым создано в волостях 9 комсомольских ячеек, в том числе и  в Мокроусовской волости.
Во время кулацко-эсеровского Западно-Сибирского восстания 9 февраля 1921 года с. Мокроусово было занято белобандитами. Они пользовались телеграфом в селе Мокроусово и, благодаря этому, имели хорошую связь с Тюменью.
После восстановления Советской власти началась ликвидация всех учреждений старого государственного аппарата. Бедняки стали объединяться в трудовые артели, коммуны. В Мокроусове начал действовать прокат сельхозмашин, в деревнях создавались сельские комитеты общественной взаимопомощи, которые оказывали помощь бедноте в обзаведении хозяйством, создается советская потребительская кооперация.
В ноябре 1923 г. была образована Уральская область, которая делилась на 15 округов, Мокроусовский район входил в Курганский округ.
В начале 1924 г. был создан Мокроусовский район. В него вошли населенные пункты Мокроусовской, Уваровский, Лапушинской, Могилевский и части Михайловской волостей. Мокроусовцы с благодарностью вспоминают ссыльного поляка Устина Норбертовича Каминского, который дал району сразу трех учителей: все его дочери — Анна, Августа и Капитолина трудились на ниве просвещения района. Анне Устиновне присвоено почетное звание заслуженного учителя РФСР, Августа Устиновна известна еще и как мать прославленного земляка, гвардии генерал-майора Германа Федоровича Тарасова, геройски сражавшегося на фронтах Великой Отечественной войны. Район дал стране еще одного генерала — Якова Яковлевича Малахова и четырех Героев Советского Союза — Алексея Михайловича Ситникова, Михаила Ивановича Каюкина, Николая Ивановича Радионова, Ивана Петровича Кондратьева, а также двух кавалеров ордена Славы. О храбрости наших земляков свидетельствуют следующие данные: свыше 2000 мокроусовцев награждены орденами и медалями. Свято чтут мокроусовцы память своих земляков: Дмитрия Кошелева и Владимира Долгих, выпускников Мокроусовской школы предвоенных лет, погибших в Великой Отечественной войне, Валерия Собанин — милиционера, погибшего в мирное время при задержании вооруженного бандита, Артура Каракияна — воина-интернационалиста, погибшего в Афганистане, Алеши Прокопьева, Андрея Колчина, Николая Маркова — участников чеченской войны. Всех их объединяет одно: они — мокроусовцы. О них пишут в газетах и книгах, в их честь установлены мемориальные доски на школе, где они учились, их именами названы улицы райцентра, именные плиты в алее памяти в парке имени Жукова. В школах и районном музее сохранились альбомы и стенды с бесценными материалами о земляках. Можно назвать сотни передовиков производства, лучших по профессии, зачисленных в районный "Клуб тысячников" или ставших лауреатами молодежной премии имени Валерия Сабанина. На таких людях земля держится, они укрепляют и прославляют родной Мокроусовский район.
В 1931 году Уралмельстрой вынес решение построить каменную мельницу полутоварного типа, в мае 1932 года началось ее строительство, завершено в 1935 году.
В годы Советской власти жители села работали в колхозе «Родники». В 1977 году был открыт районный музей, введен в эксплуатацию больничный комплекс.

## Церковь

### Церковь во имя Живоначальной Троицы
В августе 1760 года получено разрешение на строительство в деревне Мокроусовой однопрестольной деревянной соснового леса церкви во имя Святой Троицы. Построена тщанием прихожан 26 ноября 1763 года. В мае 1764 года церковь была освящена и начала действовать. Иконостас с иконами написан в 1768 году Стефаном Субботиным. После освящения в селе новой каменной церкви, здание старого храма осталось праздным и в 1849 г. было вместе с иконостасом (без пяти икон местного ряда) перенесено в д. Могильную Мокроусовского прихода.
По резолюции Преосвященнейшего Афанасия, Архиепископа Тобольского и Сибирского, последовавшей 29 октября 1837 года, в с. Мокроусовском дозволено было строить новую каменную трехпрестольную церковь, которая была заложена 21 мая 1838 года. К июню 1848 г. престолы во имя Покрова Пресвятой Богородицы и Великомученицы Екатерины в теплых приделах были отделаны и готовы к освящению. Освящение приделов состоялось в 1848-1849 гг., освящение же главного престола во имя Живоначальной Троицы в холодном храме последовало позднее.
Троицкая церковь в с. Мокроусовском была закрыта в 1937 году по решению Челябинского облисполкома и занята под склад зерна, а с 1948 года использовалась под авторемонтные мастерские автобазы, позже разрушена.

### Церковь во имя Святого Благоверного князя Александра Невского
Около 1890 г. некоторые из жителей с. Мокроусовского решили построить каменную часовню на базарной площади для того, чтобы прибывающие в село на ярмарки торговцы имели возможность помолиться при начале своего дела, что они не могли сделать в приходской Троицкой церкви, находящейся в значительном расстоянии в другом конце села.
Постройка каменной часовни была закончена в 1893 году. В 1900 году, в свой проезд по обозрению епархии, Преосвященный Антоний, Епископ Тобольский и Сибирский, посетил Мокроусовскую часовню и выразил желание, чтобы она была обращена в церковь. Заложена 25 сентября 1903 года. Небесным покровителем будущего храма был избран Святой Благоверный князь Александр Невский. В Александро-Невской церкви хранился местно-чтимый образ Божией Матери «Утоли моя печали» с частицами святых мощей, написанная на Святой Афонской горе еще в конце XIX в. для строившейся часовни. В годы Советской власти разрушена.

### Церковь Покрова Пресвятой Богородицы
Приход вновь создан в 2000 году, с конца 2000-х строится кирпичная церковь Покрова Пресвятой Богородицы. Двусветный одноглавый четверик с небольшой трапезной и шатровой колокольней. Адрес: 641530, Курганская область, с. Мокроусово, ул. Коммунальная, 64.

## Пресса
С июля 1931 года редакция газеты «Путь к социализму» располагалась в здании, ранее принадлежавшем купчихе Прасковье Кетовой (ул. Коммунальная 43). После победы социализма в стране в 1936 году, газета переименована в «Ленинский путь». С 24 марта 1965 года газета получила новое название «Восход» и разместилась в помещении по ул. Советская, 32.

## Известные уроженцы
Тарасов, Герман Фёдорович (16 марта 1906 — 19 октября 1944), генерал-майор.